# Cordicepina
La cordicepina o 3'-desoxiadenosina es un nucleósido de la desoxiadenosinadenosina (Nucleósido de adenina y desoxirribosa). Se extrae a partir de hongos del género Cordyceps, pero ahora se produce sintéticamente.
Debido a que la cordicepina es similar a la adenosina, algunas enzimas no pueden discriminar entre ambos compuestos. Por lo tanto, pueden participar en reacciones bioquímicas (por ejemplo, ser incorporado en una molécula de ARN, lo que causa la terminación prematura de su síntesis).
También tiene propiedades tales como un antitumorales, antifúngicas y antivirales. Tiene la capacidad de inhibir algunas proteínas quinasas. Como antitumoral, existen estudios que muestran que tiene la capacidad de reducir el crecimiento de las células del cáncer ascítico de Ehrlich en ratones con carcinoma de cuello uterino y el cáncer pulmonar de Lewis.